# Llueve sobre Santiago
Il pleut sur Santiago (traducida al español como Llueve sobre Santiago) es una película franco-búlgara de 1975, dirigida por Helvio Soto.

## Sinopsis
La película relata el proceso del golpe de Estado en Chile de 1973. En la capital de Chile, Santiago, está a punto de estallar la guerra. Hay tanques militares que dirige Augusto Pinochet que invaden las calles, preparando así el terreno para el golpe de Estado con la colaboración de la Agencia Central de Inteligencia de Estados Unidos.

## Producción y reparto
Rodada en 1975 en París y Bulgaria, contó con la concurrencia de grandes talentos como el compositor Astor Piazzolla, responsable de la música original y los actores franceses Jean-Louis Trintignant y Annie Girardot.
Salvo Helvio Soto, director y guionista, y la actriz Patricia Guzmán, la mayor parte del elenco y de los técnicos eran europeos. El búlgaro Naicho Petrov interpreta al presidente socialista Salvador Allende y el francés Henri Poirier a Augusto Pinochet, el general que encabezó el golpe contra el gobierno izquierdista de la Unidad Popular (UP). Incluso los extras son búlgaros.
El mismo Soto la definió como "una película de propaganda". El filme es en cierta forma un homenaje a la UP, a Allende y al periodista Augusto Olivares.
La banda sonora fue compuesta por Astor Piazzolla.
Fue la película más exitosa de la filmografía de Helvio Soto. Exhibida en una cincuentena de países, fue un verdadero éxito de taquilla en países tan diversos como Portugal y Japón.

## Reparto
- John Abbey: Agente estadounidense
- Bibi Andersson: Monique Calvé
- Nicole Calfan: Hija de Allende
- Riccardo Cucciolla: Augusto Olivares
- André Dussollier: Hugo
- Bernard Fresson: Pedro Vuskovic
- Maurice Garrel: Jorge González
- Annie Girardot: Mireya Latorre (esposa de Augusto Olivares)
- Patricia Guzmán: Estudiante
- Serge Marquand: General Leigh
- Olivier Mathot: Político
- Henri Poirier: Augusto Pinochet
- Laurent Terzieff: Calvé
- Jean-Louis Trintignant: Senador
- Dimitar Buynozov: Jefe de la guardia
- Naicho Petrov: Salvador Allende
- Vera Dikova: Esposa de Jorge
- Dimiter Guerasimof: Cantante